# Alejandro II de Kajetia
Alejandro II (en georgiano: ალექსანდრე II) (1527-12 de marzo de 1605) de la dinastía Bagrationi fue un rey de Kajetia en Georgia oriental de 1574 a 1605. A pesar de una situación internacional precaria, consiguió mantener una relativa estabilidad económica en su reino e intentó establecer contactos con el Zarato Ruso. Alejandro cayó víctima del golpe promovido por Irán dirigido por su hijo propio, Constantino I.

## Comienzos del reinado y alianzas políticas
Alejandro era hijo de Levan de Kajetia y su primera mujer Tinatin Gurieli. A la muerte de Levan en 1574, Alejandro se aseguró la sucesión tras una lucha de poder con sus medio hermanos – El-Mirza y Kaikhosro – y su partido. Fue asistido por su pariente y vecino occidental, Daud Khan de Kartli, que envió tropas auxiliares bajo los príncipes Bardzim Amilakhvari y Elizbar de los Ksani, y ayudaron a Alejandro a aplastar a sus adversarios en la Batalla de Torgi.
Alejandro II continuó con la política tradicional de sus predecesores, centrada en mantener la paz con sus vecinos. Esto aseguró la estabilidad económica y prosperidad en el reino. Aun así, afrontó una tarea difícil para maniobrar entre los Otomanos y los Safávidas que pretendían la hegemonía en el Cáucaso. A pesar de que Alejandro era inicialmente vasallo, al menos nominalmente, de los Safávidas, repudió su lealtad al Shah de Irán y aceptó la suzeranía Otomana tras la victoria de estos últimos en 1578. El movimiento no impidió, sin embargo, que Kajetia fuera atacada por los súbiditos del Shamkhal de Tarki, aparentemente instigados por agentes otomanos. Alejandro decidió continuar los esfuerzos de su padre para establecer una alianza Rusia. Después de intercambiar embajadores en 1586–1587, Alejandro recibió la protección del Zar Teodoro I, firmando el Libro de Promesa en 1589. Las tropas rusas fueron enviadas contra los shamkhal en una campaña breve de 1592. Poco más se cumplió de las promesas rusas, dando lugar a una serie de quejas por Alejandro a los embajadores del zar.
Entre 1596 y 1597, enviados de Alejandro II, Simon I de Kartli, y Manuchehr de Samtshke llegaron a la corte safávida, incluyendo esclavos y esclavas, que fueron recibidos por el príncipe Constantino (también sabido como Kunstandil), hijo de Alexander II, que había sido educado en la corte safávida.

## Caída

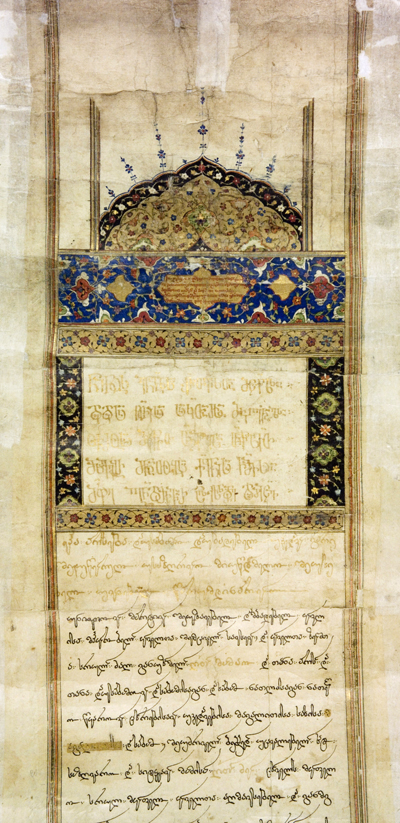
Diploma de Alejandro II.

En octubre de 1601, el hijo de Alejandro, David, se rebeló contra la autoridad real y tomó la corona, forzando a su padre a retirarse a un monasterio. David murió un año más tarde, el 2 de octubre de 1602, y Alejandro recuperó el trono. Entretanto, Irán empezó a recuperar los terrenos cedidos a los otomanos. El enérgico Shah Abbas sitió la fortaleza otomana de Ereván en noviembre de 1603 y convocó a Alejandro a sus cuarteles. Después de meses de dudas, Alejandro accedió, masacró a la guarnición otomana de Tiflis, y llegó a Ereván en abril de 1604. A comienzos de 1605, Shah Abbas le devolvió con órdenes de atacar Shirvan. Fue acompañado por su hijo, Constantino, que había sido ascendido en la corte safávida al convertirse al Islam.
De vuelta en Kajetia, Alejandro se encontró con una embajada rusa que solicitaba su apoyo en una campaña contra los shamkhal. Los enviados rusos ya habían sido favorablemente recibidos por el hijo de Alejandro, Jorge, que había gobernado el reino en ausencia de su padre. Descontento por esta maniobra, Constantino reclamó la ejecución leal de las órdenes del shah. El 12 de marzo de 1605, Alejandro convocó un consejo en Zagem. En unas horas, Constantino dio un sangriento golpe de Estado con su séquito Qizilbash contra su padre propio; Alejandro, Jorge y muchos de su nobles fueron masacrados. Constantino fue nombrado rey de Kajetia por el sah y la suzeranía safávida fue restablecida en el reino.

## Familia
Alexander II se casó con Tinatin, hija de Prince Bardzim Amilakhvari, que le dio cinco o seis hijos y dos hijas:
- Erekle (1568–1586)
- David I de Kajetia (1569–1602)
- Jorge (1570–1605)
- Constantino I (1571–1605)
- Rostom (muerto 1579)
- Anton (muerto 1590), no mencionado en la genealogía tradicional de Cyril Toumanoff
- Anna; se casó con Bagrat VII de Kartli
- Nestan-Darejan (muerto en 1591); se casó con Manuchar I Dadiani, Príncipe de Mingrelia
- Tinatina, casada en 1579 con el Sultan Hamza Mirza (1566–1586), hijo del Shah Mohammed Khodabanda.[4]